# ماوروماشن (كارديتسا)
مافروماتي (Μαυρομμάτι) هي مستوطنة شبه جبلية كبيرة وأحد القرى التاريخية في مقاطعة كارذيتسا، وتقع عند سفح جبل أغرافا التاريخي، على بعد 27 كم شمال غرب كارذيتسا وعلى بعد 3 كم شرق موزاكي، وعلى الضفة اليمنى من نهر باليوريس وعلى ارتفاع 160 متر عن سطح البحر. وفقا للتقاليد، ولد المقاتل جورجيوس كارايسكاكيس عام 1821 في كهف بالقرب من دير القديس جرجس.